# Cassio e Fiorenzo
Cassio e Fiorenzo sono due martiri cristiani, venerati come santi dalla Chiesa cattolica.
Non vi sono notizie certe sulla loro vita; la tradizione riporta che fecero parte della legione tebea e vennero martirizzati in quanto cristiani sotto il regno dell'imperatore Massimiano. Come per molti altri componenti della legione, la loro esistenza è dubbia.
I loro corpi sono conservati all'interno del duomo di Bonn, in Germania, di cui sono i patroni.